# رسبروک
رسبروک (به فرانسوی: Rosbruck) یک کمون در فرانسه است که در Canton of Behren-lès-Forbach واقع شده‌است.

## خصوصیات
رسبروک ۱٫۴۱ کیلومترمربع مساحت و ۷۸۹ نفر جمعیت دارد.